# Weiße Horde

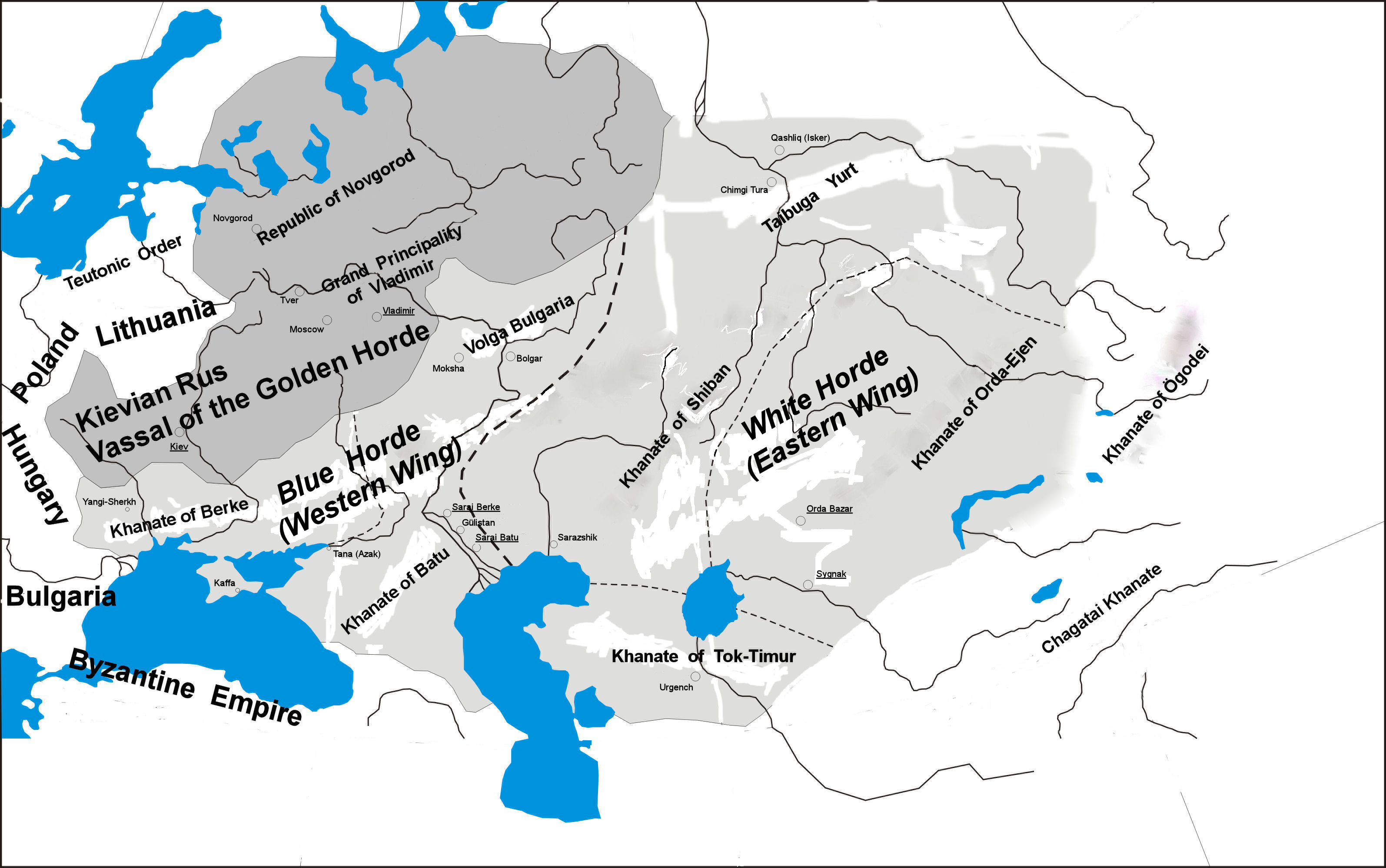
Die Goldene Horde und deren Teil-Khanate

Weiße Horde (kas. ақ орда /aq orda/, türk. ak ordu, tatar. aq urda) war der Name eines historischen mongolischen Nomaden-Reichs, das seit 1242 zu den Apanagen (Teilherrschaften) der Goldenen Horde gehörte.
Aus dem Erbe der Weißen Horde sollten ab dem 15. Jahrhundert nicht nur das spätere Usbeken-Khanat und das Khanat Sibir, sondern auch das Kasachen-Khanat hervorgehen.
Der Herrschaftsraum der Goldenen Horde war alten nomadischen Stammestraditionen entsprechend in einen westlichen und einen östlichen Flügel unterschieden. Der östliche Flügel bildete die Weiße Horde, der westliche die Blaue Horde.
Doch sind die Begriffe „Goldene Horde“, „Weiße Horde“ oder „Blaue Horde“ aus nach-mongolischer, im Wesentlichen der tatarischen Zeit; sie wurden in damaligen mongolischen Quellen nicht überliefert.

## Umfang und Stammesstruktur
Die Weiße Horde umfasste im Wesentlichen die weiten Steppengebiete des heutigen Zentral- und Südkasachstan (Kasachen- und Hungersteppe) und lag damit zwischen dem Balchaschsee und dem Uralfluss. Es setzte sich ursprünglich aus drei Teil-Khanaten zusammen:
1. Ulus Shibani (heutiges Westkasachstan und Westsibirien),

1. Ulus Orda (Zentral- und Südkasachstan) und

1. Ulus Tuqa Timur (heutiges Nordturkmenien und Karakalpakien).

Die jeweiligen Khane zählte sich zu den Dschingisiden und wie alle nomadisch geprägten Reiche Zentralasiens war ihr Einflussgebiet nicht durch klare und fest definierten Grenzen von benachbarten Reichen abgegrenzt. 
Die zur Weißen Horde zusammengefassten Gebiete agierten autonom und v. a. die Teilreiche Shibanis und Ordas stritten sich vielfach um die begrenzten Weidegebiete und buhlten um die regionale Vorherrschaft. Daher war ihr Verhältnis untereinander als ambivalent zu betrachten.
Westlich von ihr befanden sich die Gebiete der  Blauen Horde mit ihren damaligen Teilherrschaften Ulus Berke (heutige Südukraine, einschließlich der Krim), und Ulus Batu (Kama-Wolga-Uralgebiet, einschließlich Transkaukasien). Im Süden befanden sich im 13. Jahrhundert die Herrschaftsbereiche des Tschagatai-Khanates und im Osten grenzte es an das mongolisch-geprägte Reich der Yuan-Dynastie.
Im 15. Jahrhundert löste sich die Orda-Horde auf und deren Gebiete wurden im Einklang zwischen der Shibani-Horde und dem Khanat Tschagatai aufgeteilt. Die Gebiete in der Region Ustjurt-Plateau (Ulus Tuqa Timur) fiel etwas später an das Usbeken-Khanat. Aus den nördlichen Gebieten der Orda-Horde ging in der Folgezeit das kurzlebige Khanat Sibir hervor.

## Abgrenzung zur Orda-Horde und die heutige Farbbezeichnung
Das Verhältnis der Orda-Horde zur Weißen Horde war zwiespältig und oftmals kriegerisch: Beide Stammesverbände stritten sich um das rare Weideland und um die regionale Vorherrschaft. Dabei agierte die Orda-Horde im Rahmen des Teil-Khanates Weiße Horde derart autonom, sodass diese vielfach nicht als deren Bestandteil, sondern als eigenständiger turkomonglischer Herrschaftsbereich galt.
Als die Orda-Horde die politische Vormachtstellung innerhalb der Weißen Horde innehatte, wurde sie als „Weiße Horde“ schlechthin identifiziert. So überschnitten sich ihre südöstlichen Grenzen und ihre Grenzen in Westsibirien vielfach mit denen der benachbarten Shibani-Horde. 
Im 15. Jahrhundert hatten sich die politischen Verhältnisse sich in dieser Region so weit geändert, dass der Shibani-Ulus über die restlichen Khanate dominierte. Im Laufe dieses Jahrhunderts wurde die Orda-Horde im Einvernehmen mit dem Tschagatai-Khanat aufgelöst und beide gliederten die von ihnen beanspruchten Gebiete in ihre Herrschaftsräume ein.
Es ist jedoch in der Geschichtswissenschaft auffällig, dass dort das Gebiet der Weißen Horde vielfach auch als „Blaue Horde“ und diese als „Weiße Horde“ bezeichnet werden. Irritierend kommt hinzu, dass sich auch der Herrschaftsbereich Batu Khans als „Weiße Horde“ bezeichnete, sodass der Begriff „Blaue Horde“ vielfach auf die östlichen Gebiete übertragen wurde.
Die heutige Unterteilung der Goldenen Horde in Blaue Horde im Westen und Weiße Horde im Osten entstammt im Wesentlichen der timuridischen Zeit, obgleich zeitgenössische Quellen berichten, dass im Westen des turkomonoglischen Reiches die Weiße und im Osten die Blaue Horde lägen.

## Chronik

### 13.–15. Jahrhundert
Die Khane der Weißen Horde waren de jure Vasallen des Khans der Blauen Horde, d. h. der Erben Batu Khans († 1255). Der gesamte Herrschaftsbereich nannte man – angeblich unter Bezug auf das goldene Herrscherzelt – in der modernen Geschichtswissenschaft Goldene Horde. Aber diese Bezeichnung könnte sich auch von der Farbbezeichnung sarı oder saru „gelb“ ableiten, die in den damaligen Turksprachen auch die Bedeutung von „zentral“ hatte. „Goldene Horde“ könnte also auch die Bezeichnung „Hauptlager“ innegehabt haben.
Als Batus direkte Erblinie nach dem Tod Dschani Begs (1357) durch mehrere Morde und blutige Machtkämpfe ausstarb, mischten sich nun auch die sibirischen Clans in die Erbfolgestreitigkeiten ein: Um 1361 versuchte der Schaibanide Hizr Khan Mahmud die Macht an der Wolga an sich zu reißen; jedoch wurde auch er ermordet. 
Arabshah Khan, ebenfalls ein Schaibanide, gelang es, um 1378 den Wolgaraum kurzfristig zu regieren. Mit Urus Khan († 1376) und Toktamisch (reg. 1380–1395 in Sarai, † 1406/07) gelang wohl zwei Nachkommen Ordas, ihre Herrschaft über das Gesamt-Khanat zu errichten. Aber ihre Herkunft war umstritten. So ordneten andere Chronisten diese der Abstammungslinie des Tuqa Timur zu. Letztendlich gelang es Toktamisch, sich gegenüber seinen Konkurrenten durchzusetzen.
Dass die Weiße Horde noch lange kriegerische Traditionen pflegte, belegt die Tatsache, dass diese um 1400 Raubzüge in die benachbarte Blaue Horde unternahm und dort auf der Krim die Stadt Chersones zu zerstören.

### 15.–16. Jahrhundert
Im 15. Jahrhundert gelang es den westsibirischen Schaibaniden in den zentralasiatischen Steppengebieten ihre Hegemonie zu errichten, wobei sie sich teilweise mit der nach Osten expandierenden Nogaier-Horde zusammenschloss. 
Im Zuge dessen kam v. a. um 1428 Abu'l-Chair Khan (* um 1412, † 1468), der Begründer des späteren Usbeken-Khanates, über die Ermordung Boraq Khans (angeblich ein Enkel Urus Khans) an die Macht und baute rasche seine Stellung dort aus. Als dieser jedoch nach einer Niederlage gegen die mongolischen Oiraten sein Reich reformieren wollte, in dem er den Islam und deren Rechtsvorschriften (Scharia) einführte, rebellierten einige der in den nördlichen Steppengebieten verbliebenen Clanführer.
So auch die Söhne Boraqs, Kerei und Janibek: Diese zogen mit ihren Familien und etlichen Verbündeten nach Osten und ließen sich im Einvernehmen mit der dortigen Tschagatai-Dynastie im Siebenstromland nieder, das zur damaligen Zeit zu Mogulistan gehörte. Dort begründeten beide 1464/65 an den Südufern des Balchaschsees einen eigenen Ulus, den der Kasach-Usbeken, welcher eine frühe Form des späteren Kasachen-Khanates darstellen sollte. 
Von Mogulistan ausgehend begannen Boraqs Söhne, die Schaibanidendynastie unter Abu'l-Chair zu bekämpfen. 1446 ging die Weiße Horde endgültig unter und ihre Nachfolge trat das um 1509 begründete Kasachen-Khanat an, das mit dem Usbeken-Khanat um die wasserreichen Regionen des Syrdarja stritt und von dort aus mehrfach in die Gebiete des Amudarja einfiel und um dort eine lose Oberherrschaft zu errichten. So waren die Herrscher des Khanates Buchara ab dem 16./17. Jahrhundert vielfach zu jährlichen Tributzahlungen an den Khan der Großen Horde verpflichtet.